# Eleição municipal de Santana de Parnaíba em 2016
A eleição municipal de Santana de Parnaíba em 2016 foi realizada em 2 de outubro de 2016 para eleger um prefeito, um vice-prefeito e 17 vereadores no município de Santana de Parnaíba, no Estado de São Paulo, no Brasil. O prefeito eleito foi Elvis Cezar, do PSDB, com 63,65% dos votos válidos, sendo vitorioso logo no primeiro turno em disputa com três adversários, Silvinho Peccioli (DEM), Helson Nunes de Almeida (PMN) e Agnaldo Moreno (PEN). O vice-prefeito eleito, na chapa de Elvis Cezar, foi Oswaldo Borelli (PSDB).
O pleito em Santana de Parnaíba foi parte das eleições municipais nas unidades federativas do Brasil. Santana de Parnaíba foi um dos 803 municípios vencidos pelo PSDB; no Brasil, há 5.570 cidades. O PSDB foi o segundo partido com o maior número de prefeitos eleitos.
A disputa para as 17 vagas na Câmara Municipal de Santana de Parnaíba envolveu a participação de 278 candidatos. O candidato mais bem votado foi Alemão da Banca(SD) , que obteve 1687 votos (2,90% dos votos válidos).

## Antecedentes
Na eleição municipal de 2012, Antônio da Rocha Marmo Cezar (PSDB), conhecido como Cezar, venceu no primeiro turno em disputa com Silvinho Peccioli (DEM) e Rosinha (PSOL). Cezar foi eleito com 51,63% dos votos válidos, em 2012, mas em maio de 2013 foi cassado pois teve contas rejeitadas pelo Tribunal de Contas do Estado no ano de 2000, quando ainda era presidente da câmara. 
Elvis Cezar, seu filho, se candidatou à prefeitura em 1º  de dezembro de 2013, quando ainda era presidente da Câmara Municipal de Santana de Parnaíba. Elvis foi eleito, mas foi impugnado pelo Tribunal Regional Eleitoral de São Paulo (TRE-SP), pois teve seu mandato de vereador cassado em 2012 por conta de votos e estava atuando na casa por conta de uma liminar.
Elvis entrou com uma liminar e em dezembro de 2014 conseguiu com a decisão de Dias Toffoli do Tribunal Superior Eleitoral (TSE) uma liminar suspendendo o recurso que indeferiu seu registro a candidatura e garantindo que ele fosse diplomado em 27 de agosto de 2015, tendo como vice Oswaldo Borelli. 

## Eleitorado
Na eleição de 2016, estiveram aptos a votar 78.574 , o que correspondia a 60,79% da população da cidade(129.261 habitantes).

## Candidatos
Foram quatro candidatos à prefeitura em 2016:  Elvis Cezar, do PSDB, Silvinho Peccioli (DEM), Helson Nunes de Almeida (PMN) e Agnaldo Moreno (PEN).
| Prefeitura              | Prefeitura    | Prefeitura | Prefeitura                                                                       |
| Candidato(a)            | Vice          | Partido    | Coligação                                                                        |
| ----------------------- | ------------- | ---------- | -------------------------------------------------------------------------------- |
| Elvis Cezar             | Boreli        | PSDB       | Avança Parnaiba PSDB / PRB / PROS / PHS / PR / PSC / PTN / SD / PPL / PTC / PRTB |
| Silvinho Peccioli       | Maria Helena  | DEM        | Parnaiba em Boas Mãos DEM / PDT / PTB / PMDB / PPS / PSB / PC do B / PV          |
| Helson Nunes de Almeida | Kleber Vilela | PMN        | Renovação e Progresso PMN / PSL / PT do B                                        |
| Agnaldo Moreno          | Eduardo Lage  | PEN        | Somos Todos Por Parnaíba PEN / PSDC / PRP                                        |

## Campanha
Durante a campanha, segundo os dados do Tribunal Superior Eleitoral (TSE), o candidato a prefeito com mais receitas foi Elvis Cezar (PSDB) com R$ 692.001,84 ; em segundo lugar Agnaldo Moreno (PEN) com R$179.518,61; Silvinho Peccioli (DEM) recebeu R$34.339,54 e por fim Helson Nunes de Almeida (PMN) recebeu R$14.622,15.
Antes das eleições, houve apenas um debate televisionado, pela TV Cidade em Osasco, no qual o único candidato que não compareceu foi Elvis Cezar, que alegou ter se sentido mal.

## Pesquisas
Em pesquisa realizada pelo Instituto SEBRAM, entre os dias 16 e 21 de março de 2016, com os possíveis candidatos Elvis Cezar apareceu com 63,51% das intenções de voto. Silvinho Peccioli , Ronaldo Santos, Nunes, Régis Sales, Agnaldo Moreno e Benedito Fernandes apareceram respectivamente com 15,95%, 2,16%, 1,35%, 1,35%, 0,54% e 0,27%  das intenções de votos.

O Instituto MAS realizou nova pesquisa, entre os dias 14 e 15 de setembro e Elvis Cezar aparecia com 64,5% das intenções de voto. Silvinho Peccioli , Nunes e Agnaldo Moreno apareciam respectivamente com 12,1%, 0,5% e 0,7%. Já 21,3% da população não sabiam ou não opinaram sobre a sua percepção sobre o resultado das eleições.
| Data de realização             | Data de divulgação     | Instituto | Número de registro no TRE | Entrevistados | Margem de erro | Candidato          | Candidato               | Candidato   | Candidato            | Não sabe/ Não respondeu/ brancos ou nulos |
| Data de realização             | Data de divulgação     | Instituto | Número de registro no TRE | Entrevistados | Margem de erro | Elvis Cezar (PSDB) | Silvinho Peccioli (DEM) | Nunes (PMN) | Agnaldo Moreno (PEN) | Não sabe/ Não respondeu/ brancos ou nulos |
| ------------------------------ | ---------------------- | --------- | ------------------------- | ------------- | -------------- | ------------------ | ----------------------- | ----------- | -------------------- | ----------------------------------------- |
| de 16 a 21 de março de 2016    | 06 de abril de 2016    | SEBRAM    | SP-09606/2016             | 370           | ± 5%           | 63,51%             | 15,95%                  | 1,35%       | 0,54%                | 18,65%                                    |
| de 14 a 15 de setembro de 2016 | 23 de setembro de 2016 | M.A.S     | SP-01404/2016             | 414           | ± 5%           | 64,5%              | 12,1%                   | 0,5%        | 0,7%                 | 21,3%                                     |

## Resultados

### Prefeito
No dia 2 de outubro, Elvis Cesar foi eleito com com 63,65% dos votos válidos.
| Candidato(a)            | Vice                   | 1º Turno 2 de outubro de 2016 | 1º Turno 2 de outubro de 2016 |
| Candidato(a)            | Vice                   | Votação                       | Votação                       |
|                         |                        | Total                         | Porcentagem                   |
| ----------------------- | ---------------------- | ----------------------------- | ----------------------------- |
| Elvis Cezar (PSDB)      | Borelli (PSDB)         | 38.185                        | 63,65%                        |
| Silvinho Peccioli (DEM) | Maria Helena (DEM)     | 17.421                        | 29,04%                        |
| Nunes (PMN)             | Kleber Vilela (PMN)    | 2.409                         | 4,02%                         |
| Agnaldo Moreno (PEN)    | Eduardo laje (PSDC)    | 1.973                         | 3,29%                         |
| Total de votos válidos  | Total de votos válidos | 59.988                        | 89,76%                        |
| Votos em branco         | Votos em branco        | 2.278                         | 3,41%                         |
| Votos nulos             | Votos nulos            | 4.569                         | 6,84%                         |
| Total                   | Total                  | 66.835                        | 100%                          |
| Abstenções              | Abstenções             | 11.739                        | 14,94%                        |
| Total de eleitores      | Total de eleitores     | 78.574                        | 100%                          |

### Vereador
Dos dezessete (17) vereadores eleitos, nove (9) foram reeleitos. Nove vereadores foram reeleitos e apenas duas são mulheres. O vereador mais votado foi Alemão da Banca (SD), que teve 1.687 votos. O PSDB é o partido com o maior número de vereadores eleitos (4), seguido por SD com 3, PSC, PC do B e PHS com 2 e PDT, PMDB, PRB, PRTB e PSB com 1.
| Resultado da eleição para a Câmara Municipal de Santana de Parnaíba em 2016 por candidato | Resultado da eleição para a Câmara Municipal de Santana de Parnaíba em 2016 por candidato | Resultado da eleição para a Câmara Municipal de Santana de Parnaíba em 2016 por candidato | Resultado da eleição para a Câmara Municipal de Santana de Parnaíba em 2016 por candidato | Resultado da eleição para a Câmara Municipal de Santana de Parnaíba em 2016 por candidato | Resultado da eleição para a Câmara Municipal de Santana de Parnaíba em 2016 por candidato |
| Candidato                                                                                 | Número                                                                                    | Partido                                                                                   | Votos                                                                                     | Porcentagem                                                                               |                                                                                           |
| ----------------------------------------------------------------------------------------- | ----------------------------------------------------------------------------------------- | ----------------------------------------------------------------------------------------- | ----------------------------------------------------------------------------------------- | ----------------------------------------------------------------------------------------- | ----------------------------------------------------------------------------------------- |
| Alemão Da Banca                                                                           | 77777                                                                                     | SD                                                                                        | 1.687                                                                                     | 2,90%                                                                                     |                                                                                           |
| Hugo Silva                                                                                | 77000                                                                                     | SD                                                                                        | 1.250                                                                                     | 2,15%                                                                                     |                                                                                           |
| Angelo da Silva                                                                           | 51100                                                                                     | PEN                                                                                       | 1.191                                                                                     | 2,05%                                                                                     |                                                                                           |
| Marcos Tonho                                                                              | 45111                                                                                     | PSDB                                                                                      | 1.131                                                                                     | 1,94%                                                                                     |                                                                                           |
| Sabrina Colela                                                                            | 20100                                                                                     | PSC                                                                                       | 1.114                                                                                     | 1,91%                                                                                     |                                                                                           |
| Dr. Rogério                                                                               | 65888                                                                                     | PC do B                                                                                   | 1.029                                                                                     | 1,77%                                                                                     |                                                                                           |
| Xerife                                                                                    | 31100                                                                                     | PHS                                                                                       | 936                                                                                       | 1,61%                                                                                     |                                                                                           |
| Ronaldo Santos                                                                            | 43066                                                                                     | PDT                                                                                       | 936                                                                                       | 1,61%                                                                                     |                                                                                           |
| Adalto Pessoa                                                                             | 45555                                                                                     | PSDB                                                                                      | 925                                                                                       | 1,59%                                                                                     |                                                                                           |
| Vincentão                                                                                 | 15100                                                                                     | PMDB                                                                                      | 899                                                                                       | 1,54%                                                                                     |                                                                                           |
| Luciano Almeida                                                                           | 10123                                                                                     | PRB                                                                                       | 888                                                                                       | 1,53%                                                                                     |                                                                                           |
| Gino Mariano                                                                              | 28123                                                                                     | PRTB                                                                                      | 844                                                                                       | 1,45%                                                                                     |                                                                                           |
| Magno Mori                                                                                | 40000                                                                                     | PSB                                                                                       | 820                                                                                       | 1,41%                                                                                     |                                                                                           |
| Kadu da farmácia                                                                          | 65222                                                                                     | PC do B                                                                                   | 777                                                                                       | 1,33%                                                                                     |                                                                                           |
| Amancio Neto                                                                              | 45000                                                                                     | PSDB                                                                                      | 762                                                                                       | 1,31%                                                                                     |                                                                                           |
| Enfermeira Nelci                                                                          | 77456                                                                                     | SD                                                                                        | 738                                                                                       | 1,27%                                                                                     |                                                                                           |
| Guilherme Correa                                                                          | 51555                                                                                     | PEN                                                                                       | 737                                                                                       | 1,27%                                                                                     |                                                                                           |
| Fatima Muro                                                                               | 45455                                                                                     | PSDB                                                                                      | 713                                                                                       | 1,20%                                                                                     |                                                                                           |
| Aliceo Cavalieri                                                                          | 45444                                                                                     | PSDB                                                                                      | 697                                                                                       | 1,20%                                                                                     |                                                                                           |
| Marcão Maximo                                                                             | 25200                                                                                     | DEM                                                                                       | 681                                                                                       | 1,17%                                                                                     |                                                                                           |
| Vieirinha                                                                                 | 45678                                                                                     | PSDB                                                                                      | 670                                                                                       | 1,15%                                                                                     |                                                                                           |
| Nilson Cadeirante                                                                         | 31000                                                                                     | PHS                                                                                       | 657                                                                                       | 1,13%                                                                                     |                                                                                           |
| Pastor Ebenezé De Paula                                                                   | 20000                                                                                     | PSC                                                                                       | 654                                                                                       | 1,12%                                                                                     |                                                                                           |

| Votos válidos   | Votos válidos   | 58.221 | 88,11% |
| Votos nulos     | Votos nulos     | 5.980  | 8,95%  |
| Votos em branco | Votos em branco | 2.634  | 3,94%  |
| Total           | Total           | 66.835 | 100%   |
| --------------- | --------------- | ------ | ------ |

## Análises
Reeleito prefeito de Santana de Parnaíba, Elvis Cezar pretende fazer uma boa gestão e garantir mais crescimento ao município. Elvis, não descarta a possibilidade de rever secretarias e promete melhorias em educação e saúde. Na economia promete trazer empresas e estimular o emprego na cidade. Em entrevista ao site Folha de Alphaville, Elvis declarou, sobre seu primeiro mandato: "Eu fiz a melhor faculdade que poderia ter. Peguei a cidade falida, com instabilidade política, com oposição na Câmara Municipal e a maior crise da nossa geração." Elvis contará com apoio dos parlamentares, ja que de um total de 17, 12 deles o apoiaram na corrida eleitoral e para o prefeito isso irá facilitar a gestão.

Agostinho e o vice-prefeito Boreli foram empossados em 1o de janeiro de 2017 para o segundo mandato consecutivo.